# Paloma Otero
Paloma Otero Mosquera (La Coruña, 11 de octubre de 1987) es una actriz y modelo española, conocida por su papel protagónico en la serie diaria O Faro, producida por la TVG y emitida tanto en territorio español como en países extranjeros.

## Biografía
Paloma Otero nació en La Coruña, España. Tras licenciarse en Ciencias de la Comunicación por la Universidad de Vic (Barcelona), comienza su formación como actriz en el Estudio Nancy Tuñón, la que complementa con distintos cursos de interpretación y doblaje, así como también esgrima, hípica y danza.
Trabaja con directores como Alejandro González Iñárritu que la selecciona para “Write the Future”, comercial de Nike con motivo del Mundial de Fútbol de 2010 que fuese ganador del Grand Prix en Cannes Lions; así como con Pedro Almodóvar, quien la contrata para trabajar en la película La piel que habito.
Ha protagonizado cortometrajes de gran relevancia en diferentes países, como por ejemplo, Hasta que la muerte nos separe, producido por Escándalo Films y escrito y dirigido por la mexicana Gaby Amione; Cuentos crueles de juventud de Santiago Mohar en México; e Inversos de Alejo Correa en Barcelona.
También ha realizado la serie en línea Jump Cut de Serapi Soler, diversos videoclips (Chimo Bayo, Juan d'Ors), vídeos corporativos producidos por Garage Films, campañas publicitarias, y presentó el programa de televisión Saber Vivir para Canal 13 de Colombia (2014). Ha ejercido como modelo en diversas ocasiones y fue reportera de la revista El Jueves.
Su debut profesional se produce en 2013, cuando se convierte en la protagonista de La precursora, una importante producción televisiva de Venezuela. Paloma da vida a María Teresa de Acosta, heroína que asume el reto de luchar por la justicia, la paz y la liberación en los años que precedieron a la firma del Acta de Independencia de este país. Esta serie histórica recrea los turbulentos sucesos que tuvieron lugar durante la independencia venezolana. Si bien llegó a grabar la mitad de la serie, Paloma tuvo que abandonar el país dadas las circunstancias y al alto nivel de peligrosidad del mismo.
Después de conseguir una Beca de la Diputación de Galicia para estudiar en el Stella Adler de Los Ángeles, vuelve a Galicia, su tierra natal, a pasar las vacaciones de Navidad. Es allí donde hace una prueba para la serie diaria de la TVG O Faro, y la seleccionan para ser la protagonista.
- Datos: Q17364461